# Félix Nieto del Río

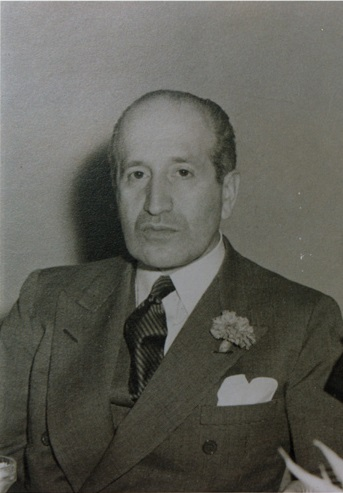

Félix Nieto del Río (Cauquenes, 1888 — 1953) foi um diplomata, jornalista e escritor chileno.
Exerceu as funções de subsecretário de Estado dos Negócios Estrangeiros assim como a de embaixador no Brasil.

## Obras
- Crónicas Literárias